# Comitês de Resistência (Sudão)
Os Comitês de Resistência (em árabe: لجان المقاومة) ou comitês de vizinhança são redes informações e organizações de base, compostas por residentes do Sudão, engajadas em mobilizações de resistência civil contra o governo de  Omar al-Bashir a partir de 2013, tornando-se um movimento em rede chave durante a Revolução Sudanesa. Os comitês mantiveram-se ativos durante a transição democrática iniciada com a queda de al-Bashir, enfrentando posteriormente o golpe militar através da organização de protestos massivos. Com o início de um conflito armado em 2023, entre forças militares e paramilitares, o movimento de base passou à servir de rede de informação e apoio aos civis buscando escapar da zonas de conflito, como também colaborando na provisão de bens essenciais aos feridos, hospitais e vizinhanças afetadas pelo guerra.

## Criação
Em 2013, o movimento de desobediência civil contra a redução dos subsídios de combustível e gás durante o governo de Omar al-Bashir enfrentou as forças de segurança e o uso abrangente de força letal, que resultou na morte de pelo menos 200 civis e a detenção de outros 200. Em resposta, os comitês de resistência foram criados, geralmente por grupos de três à cinco amigos, para organizar atividades de desobediência civil em pequena escala. Esses comitês se desenvolveram gradativamente em redes informais durante o período de 2013-2016.
Perto do fim de 2016, os comitês organizaram uma campanha de 3 dis de protestos e greve, protagonizadas por médicos e farmacistas, em razão do custo crescente do atendimento médico e a deterioração do sistema de saúde. A partir de então, os comitês de resistência desenvolveram uma maior coordenação nacional em 2017, estabelecendo um planejamento comum mais explícito para suas ações. No mesmo ano, conduziram uma campanha de graffites e distribuiram cerca de 20.000 panfletos relativos aos problemas de acesso à água e de tomada de terras pelo governo.

## Estrutura
Em maio de 2019, os comitês de resistência estabeleceram um conselho eleito em nível nacional, como também ramos em várias cidades do Sudão. Em Julho de 2019, a estrutura organizacional permanecia uma "rede fluída e descentralizada de ativistas", resistente contra a infiltração pelas agências de inteligência do Estado sudanês. A autonomia dos comitês em bairros residenciais e sua coordenação em grandes escalas geográficas foram fatores para sua persistente efetividade durante a derrubada da Internet que se seguiu ao Massacre de Cartum.

### Demografia
Indivíduos entrevistados pelo Middle East Eye declararam que os comitês de resistência eram populares entre a juventude sudanesa, que se sentiam mal representados pelos grupos formais de oposição. O movimento de base deu aos jovens "o momentum e a inspiração para ser parte da revolução e decidir seus próprios futuros".

## Revolução Sudanesa
Em dezembro de 2018, existiam 30 comitês ativos de Cartum. Na medida que os protestos de 2018-2019 ganharam força, grupos inativos voltaram à atividade e juntaram-se à rede.
A rede de comitês assinou em janeiro de 2019 a declaração das Forças pela Liberdade e Mudança, que demandava a retirada do presidente Omar al-Bashir do poder.
Durante os protestos, os comitês de resistência coordenaram-se flexivelmente com a Associação Sudanesa de Profissionais, através de meios de comunicação online. O
Middle East Eye descreveu os comitês de resistência como "cruciais para o sucesso" dos protestos de rua massivos em 23 de Junho de 2019, a maior manifestação desde o massacre de Cartum, cujo objetivo era pressionar o Coonselho Militar de Transição à transferir o poder para uma autoridade civil.

### Assassinatos
De acordo com ativistas entrevistados pela Radio Dabanga, Ammar El Dirdeiri e outros três membros de comitês de resistência foram assassinados pelas Forças Rápidas de Suporte e o Serviço Geral de Inteligência do Sudão,
durante as manifestações de 30 de Junho de 2019s.